# Kylee Saunders
Kylee Saunders, meglio nota semplicemente come Kylee (Chandler, 25 maggio 1994), è una cantautrice e attrice statunitense naturalizzata giapponese.

## Biografia
Nata da padre statunitense e madre giapponese, Kylee si interessò alla musica grazie all'influenza di suo padre e iniziò a cantare fin dalla tenera età, sognando di diventare una cantante famosa, e spesso si esibiva in pubblico. A undici anni superò un provino per eseguire l'inno nazionale al segmento apertura di una partita NBA, guadagnandosi una standing ovation. Questa interpretazione catturò l'interesse dei produttori discografici, e firmò un contratto con l'etichetta indipendente RX-Records. Kylee frequentò la Stoller Middle School a Portland, Oregon fino al 2007, quando tornò in Arizona diplomandosi alla Hamilton High School a Chandler, Arizona.
Il 17 ottobre 2008 uscì, solo digitalmente, il suo primo singolo, VACANCY; il 3 dicembre venne distribuito anche in Giappone, dove venne usato come sigla di chiusura dell'anime Xam'd: Lost Memories. Il 4 marzo 2009 venne pubblicato il suo primo EP, Love Kicks.... Pochi mesi dopo Kylee cambiò casa discografica, passando alla DefStar Records (affiliata a Sony Music), con cui pubblicò l'EP Kylee meets Bounen no Zamned (Kylee meets 亡念のザムド?) il 29 luglio. Il 24 marzo 2010 uscì il singolo Kimi ga Iru Kara (キミがいるから?), tema principale nel film Memoirs of a Teenage Amnesiac, in cui Kylee debuttò come attrice. Il suo secondo singolo con una Major, missing/IT'S YOU, fu pubblicato il 7 luglio; la canzone missing venne usata come seconda opening per l'anime Heroman. Successivamente partecipò al Summer Sonic Festival 2010 nel "Urban/Dance Stage", e poco dopo venne pubblicato il suo singolo Everlasting, che venne utilizzato come opening per l'anime Mobile Suit Gundam Unicorn. Il 13 luglio 2011 uscì il singolo NEVER GIVE UP!. Il singolo CRAZY FOR YOU, utilizzato in uno spot pubblicitario della Nissen, venne pubblicato il 5 ottobre. Il 23 novembre uscì 17, primo full-length della giovane idol, a cui hanno partecipato la chitarrista australiana Orianthi Panagaris e il batterista giapponese SASSY (ex-leader degli HIGH and MIGHTY COLOR).
Il 13 luglio 2012 uscì il singolo Miraí (未来?), tema principale del film Shigunaru ~Getsuyōbi no Ruka~.
Il 2013 vide l'uscita di quattro nuovi singoli di Kylee: Daisukinanoni (大好きなのに?) il 13 febbraio (sigla d'apertura dell'anime Blast of Tempest), Just Give Me a Reason (cover di Pink, in duetto con Sam Tsui) l'8 maggio, una nuova versione di CRAZY FOR YOU in inglese il 1º luglio, e Wrecking Ball (cover di Miley Cyrus, sempre in duetto con Sam Tsui) il 7 ottobre. Inoltre nel 2013 è avvenuta la ripubblicazione dell'album 17 in 20 Paesi occidentali.

## Formazione dal vivo
- Kylee Saunders – voce
- Chris Vazquez – chitarra solista (2008-presente)
- Jin Joo Lee – chitarra ritmica (2008-presente)
- Troy Laureta – tastiere (2008-presente)
- Bana Haffar – basso (2008-presente)
- Patrick Jarrett – batteria (2008-presente)

## Discografia

### Album in studio
- 2011 – 17

### EP
- 2009 – Love Kicks...
- 2009 – Kylee meets Bounen no Zamned

### Singoli
- 2008 – VACANCY
- 2010 – Kimi ga Iru Kara
- 2010 – Missing/It's You'
- 2010 – Everlasting
- 2011 – Never Give Up!
- 2011 – Crazy for You
- 2012 – Miraí
- 2013 – Daisukinanoni
- 2013 – Just Give Me a Reason (feat. Sam Tsui)
- 2013 – Crazy for You (English Version)
- 2013 – Wrecking Ball (feat. Sam Tsui)

### Altre apparizioni
- AA.VV. – She Loves You (A Tribute to Yui) (2012) - My Generation[11]
- Ivory7 Chord – Synesthesia (2013) - coautrice del brano One[12]

## Filmografia
- Memoirs of a Teenage Amnesiac (2010)